# Вичівка
Ви́чівка — село у Вараському районі Рівненської області, підпорядковується Зарічненській громаді. Відстань до центру громади становить понад 60 км і проходить автошляхом Т 1805. Село Вичівка вперше згадується в документальних матеріалах в 1553 році. Поблизу села розташований пункт контролю на кордоні з Білоруссю Вичівка — Ласицьк.

## Походження назви села
Існує дві основні версії виникнення назви села Вичівка, або в іншому варіанті Витчівка. Перша з них ґрунтується на слові виткати. Старі люди розповідають, що колись саме втікачі від татар принесли з собою вміння ткати полотно з конопель на ткацькому верстаті, а так як у навколишніх поселеннях цього не робили, то й прозвали село Вичівка. Друга версія походження назви села випливає із слова вичавлювати, вичавки. Можливо, звідси й назва — Вичівка.

## Історичний хронограф: 120 років тому
Вичівка — село над річкою Стубла, правою притокою Прип'яті, пінського повіту, в 3 окрузі поліційному, гміна Рачиск (Радчиск). Село має 86 дворів, 804 мешканці, церква св. Михайла, фундація Адама Скірмунта з 1837 р., має з давніх записів 2 ½ волок землі, близько 900 парафіян, філія в Бронниці. Власність Скірмунтів 26252 десятин. Місцевість низинна, багата на луги, рибу, у лісах дуби. Колись Вичівка була королівською, тримала її разом з іншим добром і селами королева Бона. Згадка про Вичівку в 1553 році знаходиться в «Огляді пущ» (ст. 88) і в Пєсцевій пінській книзі (ст. 215, 270, 271, 273). Казимир в своїй «екскурсії» згадував Вичівку як місце, де проводилась торгівля горшковими виробами.

## Історія
Село Вичівка вперше згадується в документальних матеріалах в 1553 році.
В XIII ст. поселення, які були в Зарічненському районі, відносились до Галицько-Волинської держави.
Але наприкінці XIII — на початку XIV ст. переходять під владу Литовської держави, де й перебувають до середини XVI ст. Після Люблінської унії 1569 року село Вичівка переходить під владу Польщі.
Польські королі вважали українські землі власністю своєї держави і роздавали грамоти на володіння цими землями своїм феодалам з правом експлуатації селян, які проживали на цих землях. Село попало у власність польського пана, який поселився в Пінську і володів землями всього повіту.
Після поділів Польщі село Вичівка відійшло до Росії, саме до Пінського повіту Мінської губернії. Це сталося 1795 р. Вже в цей час село належало поміщикам Скірмунтам, про що свідчить архівний матеріал. Так, у Центральному Державному Історичному Архіві Білорусі міста Мінськ є інвентар поміщицького володіння села Вичівка за 1845 р., що належало Генріху Скірмунту.
Як свідчать матеріали Мінської духовної консисторії, в 1837 році була споруджена в Вичівці Михайлівська церква.
Село Вичівка в цей час було центром Вишівської волості. Життя частини людей було злиденним.
Якийсь Родзянко подарував Вишівський маєток своєму зятю — греку за походженням, Папанасофуло, який був губернатором у Бресті наприкінці XIX ст. Син Папанасофуло працював адвокатом у Пінську.
Папанасофуло вирішив продати свої землі у Вичівці та Олександрово. Покупців було декілька, у тому числі і син Скірмунта, колишнього пана, але він вирішив продати землі громаді села Вичівка, про що нотаріусом у Бресті були оформлені документи — купча на землю. А на пам'ять про себе Папанасофуло побудував у селі каплицю та поставив перед церквою ікону з зображенням святого Іллі. Каплицю зруйнували більшовики в період повоєнної антирелігійної кампанії — в 60-ті роки XX ст.
Ікону ще раніше перенесли в церкву, де вона стоїть і понині. На початку XX ст. у Вичівці крім школи існувала і духовна семінарія, де готували священників та вчителів початкових шкіл (приміщення було розбите під час I світової війни). Протягом усього періоду I світової війни (1914—1918 рр.) на навколишній території тривали жорстокі кровопролитні бої. Через Вичівку дуже часто проходили військові.
У 1918—1920 роках влада змінювалась кілька разів.
На фронтах Другої Світової Війни і в партизанських загонах перебувало 282 жителів, з них нагороджено 169 чоловік, 198 жителів села загинули під час війни. 8 березня 1944 року Вичівка була зайнята 212 стрілецькою дивізією РСЧА. В грудні 1966 року було відновлено Зарічненський район і до 2020 року Вичівка належала до Зарічненського району.

## Населення
Згідно з переписом УРСР 1989 року чисельність наявного населення села становила 1616 осіб, з яких 744 чоловіки та 872 жінки.
За переписом населення України 2001 року в селі мешкало 1496 осіб.

### Мова
Розподіл населення за рідною мовою за даними перепису 2001 року:
| Мова       | Кількість осіб | Відсоток |
| ---------- | -------------- | -------- |
| українська | 1 504          | 99.4     |
| білоруська | 5              | 0.3      |
| російська  | 4              | 0.3      |

## Освіта
В 1921 р. після семирічної перерви знову була відкрита школа. Хоч і польська, Але в ній навчали грамоти сільських дітей. Першим вчителем був горбачовський, потім його перевели в Іванчиці, Квятковський був директором школи, за Польщі працювали вчителями Гердусь Юзеф та його дружина Надія Борисівна.
В 1937 р. побудований костел, у приміщенні якого знаходиться теперішній клуб.
В 1939 році вперше в історії села почала працювати 7-річна школа з українською мовою навчання.
Зі сходу України були присланя нові вчителі — Кислинська Надія Денисівна та Білоконь Галина Євгеніївна, яка стала директором школи.
Обоє вони з Черкаської області.
Школа працювала і з приходом німців до зими.

## Сучасний стан
В селі Вичівка є загальноосвітня школа I—III ст., культурно-дозвільний комплекс, відділення зв'язку, автоматична телефонна станція, лісництво, аптека, амбулаторія сімейного лікаря
та магазини.
Неподалік від села розташований Ви́чівський зака́зник — ботанічний заказник Ви́чівський зака́зник — ботанічний заказник [Архівовано 20 лютого 2017 у Wayback Machine.] загальнодержавного значення.
Площа 2762 га, створений у 1981 р. Перебуває у віданні Зарічненського лісгоспзагу.
Охороняється рідкісне перехідне сфагнове болото зі цінними ягідниками журавлини, чорниці, брусниці.
Населення станом на 1 січня 2007 року становить 1448 чоловік. Сільраді підпорядковані села Бродниця й Бутове.
У Вичівці є школа І-ІІІ ступенів, сільський клуб, бібліотека, відділення зв'язку, автоматична телефонна станція, будинок престарілих, лікарська амбулаторія, аптека.
Неподалік від села розташований Вичівський ботанічний заказник.

## Храм
Свято-Миколаївська церква «Архистратига Михаїла» в с. Вичівка (1834 рік)

## Відомі люди
- Войтович Василь Васильович (1971—2022) — штаб-сержант Збройних сил України, учасник російсько-української війни, що загинув у ході російського вторгнення в Україну в 2022 році.
- Мисюра Максим Йосипович — український радянський діяч, командир партизанського загону імені Ворошилова, голова виконавчого комітету Дубровицької міської ради депутатів трудящих Рівненської області. Депутат Верховної Ради УРСР 2-3-го скликань.
- Моторко Ігор Валерійович (1985—2022) — старший сержант Збройних Сил України, учасник російсько-української війни, що загинув у ході російського вторгнення в Україну в 2022 році.
- Войтович Микола Миколайович (1940-2020) - доктор фізико-математичних наук, професор, відомий український науковець.

### Ветерани Німецько-радянської війни
- Драка Петро Микитович (1915—1995 рр)
- Дричко Петро Миколайович (1925—2000 рр)
- Музичко Василь Ісакович (1911—1997 рр)
- Музичко Микола Семенович (1924—1996 рр)